# Sulín
Sulín (Hongaars: Szulin) is een Slowaakse gemeente in de regio Prešov, en maakt deel uit van het district Stará Ľubovňa.
Sulín telt 376 inwoners.